# La Pineda (Camprodon)
La Pineda és un bosc de pins del municipi de Camprodon (Ripollès). El bosc està situat al marge esquerre del torrent de la Clapa, que davalla des del coll de la Clapa, i sota el Roc del Tabal (1.306 m) a l'est de Rocabruna. L'indret és al límit del territori que comprèn l'Espai d'Interès Natural de l'Alta Garrotxa que també encercla la part més oriental del Ripollès.